# أليكسندر تسيتو
أليكسندر تسيتو مواليد 28 أكتوبر 1986 في روسيا البيضاء، هو لاعب كرة يد بيلاروسي يلعب كمحور. مثل منتخب بيلاروسيا لكرة اليد.

## سجل المنافسة
شارك في البطولات التالية:
- بطولة العالم لكرة اليد للرجال 2015
- بطولة أوروبا لكرة اليد للرجال 2014
- بطولة أوروبا لكرة اليد للرجال 2016

## روابط خارجية
- أليكسندر تسيتو على موقع الاتحاد الأوروبي لكرة اليد (الإنجليزية)